# Une prof particulière
Pour plus de détails, voir Fiche technique et Distribution.
Une prof particulière (Dirty Teacher) est un téléfilm dramatique américain réalisé par Doug Campbell (en), scénarisé par Barbara Kymlicka et Ken Sanders, produit par Robert Ballo et Ken Sanders, et diffusé 30 mars 2013 sur Lifetime.
Le film met en vedette Josie Davis, Kelcie Stranahan et Cameron Deane Stewart. Le film a été tourné en langue anglaise à Glendora (Californie). Le DVD a été commercialisé en France le 3 juillet 2013.

## Synopsis
Sur la côte est des États-Unis, Molly Matson, une professeure, est renvoyée d’un établissement pour détournement de mineur. Molly Matson a eu une enfance douloureuse, rejetée par sa mère, elle a tué sa mère adoptive pendant son sommeil en lui injectant une piqûre d’insuline surdosée.
À Los Angeles, Danny et sa copine Jamie sont en couple et sont dans la même classe de leur lycée.
Leurs pères respectifs ont fondé une société ensemble, mais le père de Danny a licencié le père de Jamie.
Les amoureux ne sont encore jamais passés à l’acte car Jamie souhaite rester vierge.
Danny respecte la volonté de Jamie de vouloir rester chaste. Un jour, une de leurs professeurs, madame Cohen, enceinte, part en congé de maternité. Elle est remplacée par mademoiselle Molly Matson.
Molly Matson s’éprend de Danny et tente de le séduire.
Molly Matson met une mauvaise note à Jamie pour l’obliger à recommencer sa dissertation, et ainsi obtenir le champ libre avec Danny.
Jamie, qui veut avoir de bonnes notes pour aller à l’université, accepte de refaire le devoir et annule son rendez-vous avec Danny.
Molly Matson en profite pour séduire Danny qui succombe à la tentation.
Jamie se doutant de quelque chose, suit Danny qui va chez Molly. Molly et Danny commencent à s’embrasser quand Jamie les surprend. Danny voit Jamie qui s’enfuit. Pris de remords et ne voulant pas perdre sa petite-amie Danny décide de mettre un terme à sa relation avec Molly.
Mais Molly refuse d'être rejetée et elle écrase Danny. Après s'être assurée qu'il est mort, elle récupère un échantillon du sang du corps de Danny et l’étale sur le pare-chocs de la voiture de Jamie pour qu’elle soit accusée à sa place. Pour avoir un alibi, Molly Matson va acheter un ticket de cinéma puis le lendemain, elle va au garage de « Gino et Tony » pour réparer son pare-chocs.
Jamie est alors accusée, mais les policiers préfèrent trouver plus de preuves avant de l'arrêter pour le meurtre de son petit ami.
Finalement, Jamie porte un détecteur afin qu'elle ne puisse pas se sauver de la police. Elle est donc en surveillance chez elle. Par contre, pour prouver qu'elle n'est pas coupable, elle se sauve chez Molly pour essayer d'enregistrer ses paroles confirmant son crime, ; mais Molly se rend compte que Jamie l'enregistre avec son téléphone cellulaire. Molly essaie alors de l'attaquer avec un couteau. La police arrive à l'emplacement grâce au détecteur de Jamie et arrête Molly Matson pour le meurtre de Danny et pour avoir eu une relation avec un mineur.

## Fiche technique
- Titre original : Dirty Teacher
- Titre français : Une prof particulière
- Scénario : Barbara Kymlicka et Ken Sanders
- Réalisation : Doug Campbell (en)
- Musique : Kevin Blumenfeld
- Production : Eric Anderson et Ken Sanders
- Photographie : Eric Anderson
- Durée : 85 minutes
- Dates de diffusion :
  -  États-Unis : 30 mars 2013
  -  France : 3 juillet 2013
  -  Allemagne : 27 novembre 2013
  -  Espagne : 4 mai 2014
  -  Italie : 27 août 2015

## Distribution
- Josie Davis : Mademoiselle Molly Matson, la professeure
- Cameron Deane Stewart (en) : Danny Campbell, le copain de Jamie
- René Ashton : Gwen Campbell, la mère de Danny
- Brett Stimely : Brad Campbell, le père de Danny
- Kelcie Stranahan : Jamie Hall, la copine de Danny
- Darlene Vogel : Lauren Hall, la mère de Jamie
- Marc Raducci : Steven Hall, le père de Jamie
- Brennan Elliott : Detective Allen
- Lesli Kay : Detective Peters
- Connor Weil : Trent, le copain de Danny
- Sarah Oh (en) : Heather
- Roberto « Sanz » Sanchez : Gino Cabrerra
- Jessica Tomé : Carla
- Saundra McClain : Jankins, la principal du lycée
- Michelle Cuneo : Madame Cohen, la professeure
- Tamara Clatterbuck : la mère de Molly
- Tessa Miller : Molly enfant